# Polyfázový spánek
Polyfázový spánek je termín formulovaný psychologem J. S. Szymaskim na počátku 20. století. Označuje způsob spaní, kdy člověk spí vícekrát během 24 hodin – obvykle více než dvakrát ve srovnání s bifázovým spánkem (dvakrát za den) nebo monofázovým spánkem (jednou za den). Termín neoznačuje žádný konkrétní rozvrh spánku.
Porucha cirkadiánního rytmu známá jako syndrom nepravidelného probouzení je příkladem polyfázového spánku u lidí. Polyfázový spánek je běžný u mnoha zvířat a věří se, že jde o původní způsob spánku.
Termín polyfázový spánek je také často používán online komunitou, která experimentuje s krátkými šlofíky k dosažení více bdělého času během dne.

## Nappování (šlofíky) během extrémních situací
Během krizí a jiných extrémních situací, lidé ne vždy mají možnost spát doporučených 8 hodin denně. Systematické nappování může být v těchto případech nezbytné.
Dr. Claudio Stampi díky svému zájmu v závodění lodí na dlouhé vzdálenosti studoval systematické časování krátkých nappů jako prostředek k dosažení optimálního výkonu v situacích, kde je extrémní spánková deprivace nevyhnutelná, ale neobhajuje krátké napování jako životní styl. Televizní stanice Scientific American Frontiers (PBS) uvedla případ Stampiho 49denního experimentu, kdy mladík nappoval v celkové délce 3 hodin za den. Všechna stádia spánku byla údajně zahrnuta. Stampi napsal o svém výzkumu knihu Why We Nap: Evolution, Chronobiology, and Functions of Polyphasic and Ultrashort Sleep (1992).
V roce 1989 publikoval výsledky studie v časopise Work & Stress se závěrem, že "strategie polyfázového spánku zlepšují prodloužený trvalý výkon" v situacích s trvalým pracovním nasazením.

### Ozbrojené síly Spojených států
Americké ozbrojené síly studovaly opatření proti únavě. Letecké složky uvádějí:
Každý nap by měl být dlouhý natolik, aby poskytl aspoň 45 minut uceleného spánku, i když delší napy (2 hodiny) jsou lepší. Obecně, čím kratší napy jsou, tím by měly být častější (cílem zůstává dosáhnout v součtu 8 hodin spánku denně).

### Kanadští armádní piloti
I ti podobně ve výsledné příručce uvádějí:
Během extrémních situací, kdy nelze dosáhnout nepřerušovaného spánku, výzkum ukazuje, že 10 až 20minutové napy v pravidelných intervalech během dne mohou pomoci ulevit spánkové deprivaci a tak udržovat ... výkon po několik dní. Avšak výzkumníci varují, že úroveň výkonu dosaženého za využití krátkých napů za účelem dočasně nahradit normální spánek je vždy nižší, než při plném odpočinutí.

### NASA
NASA ve spolupráci s National Space Biomedical Research Institute financoval výzkum napování.
Navzdory doporučení NASA, že spánek astronautů by měl být při pobytu ve vesmíru 8 hodin denně, je obvykle pro astronauty problematické naspat 8 hodin v kuse, agentura tedy potřebovala vědět více o optimální délce, načasování a délce napů. Profesor David Dinges z University of Pennsylvania School of Medicine vedl výzkum v laboratorních podmínkách, kdy spánkové rozvrhy kombinovaly různá množství "ukotvujícího spánku", od 4 do 8 hodin, s napy v celkové délce až 2,5 hodiny nebo bez nich. Bylo zjištěno, že delší napy jsou lepší, jelikož přinášejí lepší kognitivní funkce. Na bdělost a čilost měly minimální vliv, zatímco na pracovní paměť velký. Napy realizované během biologického dne zkoumaných osob působily dobře, avšak napy během jejich nočního času byly následovány mnohem větší spánkovou setrvačností, která trvala až hodinu.

### Italské letecké síly
Italské letecké síly (Aeronautica Militare Italiana) také provedly experimenty pro své piloty. Polyfázový spánek byl studován v režimu zahrnujícím noční směny a rozdělení povinností během dne. Zkoumané osoby musely být 4 hodiny aktivní a poté dostaly 2hodinový odpočinek (s možností spát), toto bylo opakováno 4krát během 24 hodin. Navzdory povolenému spánku, zkoumané osoby se na první možnost odpočinku během dne adaptovaly na režim bez spánku. AMI uvedla zjištění, že "celkový spánek byl ve srovnání s běžným 7–8hodinovým monofázovým nočním spánkem značně omezen" a to při "zachování dobré úrovně bdělosti, udávané virtuální absencí EEG mikrospánků."
EEG mikrospánky jsou měřitelné a obvykle nepostřehnutelné vpády spánku do mozku, zatímco se zkoumaná osoba jeví být vzhůru. Lidé, kteří v noci špatně spí, mohou být během dne těžce bombardováni mikrospánky, které omezují jejich soustředění a pozornost.

## Bifázový spánek

### Historicky
Před příchodem elektrického osvětlení do Evropy se spící lidé během noci probouzeli z jejich "prvního" spánku na hodinu či více. Poté se vrátili ke svému "druhému" spánku.

### Studie
Jedna studie naznačuje, že během dnů s krátkým denním světlem (cca 10 hodin, např. v zimě), se lidé adaptují na bifázový spánek. Jiná studie uvádí, že se toto stává kdykoliv je lidem odebráno umělé světlo.

## Systematické napování za účelem získání více času během dne
Na počátku zmínek o systematickém napování jako životním stylu za účelem získání více času během dne, Buckminster Fuller údajně obhajoval režim složený z 30minutových napů každých 6 hodin. Krátký článek o jeho spánkovém režimu v časopisu Time z roku 1943, který tento režim označuje jako "občasný spánek", říká, že jej provozoval po 2 roky. Dále uvádí, že: 
Nakonec musel přestat, protože jeho režim se neshodoval s režimem jeho obchodních partnerů, kteří trvali na běžném spánku.

Avšak není zcela jasné, kdy Fuller praktikoval tento režim a zda se držel striktních period jako je uváděno v článku; také bylo řečeno, že skončil kvůli námitkám své ženy. Mimoto, Fuller je jediná známá osoba, která prohlašovala úspěšný "dymaxion" spánek. Tudíž není příliš jistá udržitelnost tohoto režimu.
Kritici jako například psycholog a softwarový podnikatel Piotr Woźniak považují teorii, která stojí za silnou redukcí celkového spánku metodou krátkých napů, za nezdravou.
Tvrdí, že neexistuje žádný ovládající mechanismus mozku, který by umožnil adaptovat se na systém "více napů". Tvrdí, že tělo bude mít tendenci upevnit spánek aspoň v jeden pevný blok, a vyjadřuje znepokojení nad tím, že způsoby, ve kterých se napující lidé snaží snížit celkovou délku spánku a které omezují čas strávený v různých fázích spánkového cyklu a narušují jejich cirkadiánní rytmus, nakonec zapříčiní stejné negativní dopady jako spánková deprivace nebo porucha cirkadiánních rytmů – snížená duševní a fyzická schopnost, zvýšený stres a úzkostnost, a oslabí imunní systém.

Woźniak dále tvrdí, že prohlížel blogy polyfázových spáčů a zjistil, že se musí udržovat v bdělosti opakujícími se "poutavými aktivitami" a že polyfázový spánek nezlepšuje schopnosti učení či kreativitu.

### Srovnání spánkových režimů

Monofázový spánek
Bifázový spánek
Polyfázový spánek – Everyman
Polyfázový spánek – Dymaxion
Polyfázový spánek – Uberman

| Název                              | Celkový naspaný čas | Způsob                                                  |
| ---------------------------------- | ------------------- | ------------------------------------------------------- |
| Monofázový spánek                  | ≈8,0 h              | 8 hodin core spánku.                                    |
| Bifázový spánek                    | ≈6,3 h              | 6 hodin core spánku a jeden 20minutový nap.             |
| Bifázový (90minutový nap)          | 6 h                 | 4,5 hodin core spánku a jeden 90minutový nap.           |
| Everyman (s 2 napy)                | 5,2 h               | 4,5 hodin core spánku a dva 20minutové napy.            |
| Everyman (s 3 napy)                | 4 h                 | 3 hodiny core spánku s třemi 20minutovými napy.         |
| Everyman (s 4–5 napy)              | ≈3 h                | 1,5 hodiny core spánku s čtyřmi/pěti 20minutovými napy. |
| Dymaxion                           | 2 h                 | Čtyři 30minutové napy (každých 6 hodin).                |
| Uberman (z německého 'Übermensch') | 2 h                 | Šest 20minutových napů (každé 4 hodiny).                |